# Daniel Santos Martins
Daniel Santos Martins (Torres Vedras, 23 giugno 1993) è un ex calciatore portoghese, di ruolo difensore.

## Caratteristiche tecniche
Gioca come terzino sinistro ma può essere impiegato anche come difensore centrale.

## Carriera

### Club
Ha giocato nella prima divisione portoghese ed in quella rumena.

### Nazionale
Ha partecipato con la nazionale Under-19 portoghese agli Europei Under-19 2012, giocando tutte le gare e mettendo a segno una rete contro l'Estonia.

## Palmarès

### Club

#### Competizioni nazionali
- Segunda Liga: 1

Belenenses: 2012-2013